# Xara
Xara è una software house britannica fondata nel 1981. Ha sviluppato software per diverse piattaforme per computer, in ordine cronologico: The Acorn Atom, BBC Micro, Z88, Atari ST, Acorn Archimedes, Microsoft Windows e Linux.

Originariamente chiamata Computer Concepts, Ltd.; il nome dell'azienda è stato cambiato nel 1995 in Xara, Ltd. e successivamente in The Xara Group, Ltd.

Il 30 gennaio 2007, Xara è stata acquistata dalla ditta tedesca MAGIX AG, ed ora opera come una società secondaria interamente controllata.

## Prodotti

### BBC Micro
- Wordwise -  word processor basato su ROM
- Disc Doctor - utility software
- Graphics ROM - utility grafiche
- SpellMaster - correttore ortografico basato su ROM. Si ritiene il primo correttore ortografico istantaneo al mondo
- Inter-Word, Inter-Sheet, Inter-Chart, Inter-Base - suite di programmi per la produttività individuale basata su ROM

### Atari ST
- Fast BASIC - su ROM, linguaggio BASIC semi-compilato tipo BBC-Basic
- Fast ASM - linguaggio assembler per processore Motorola 68000

### Archimedes
- ArtWorks - software di disegno vettoriale. Il predecessore di Xara X. Prodotto nel 1991, era il primo prodotto di disegno al mondo capace di fornire la funzione anti-aliasing in tempo reale assieme a molte altre innovazioni.
- Impression - premiato pacchetto DTP (Desktop Publishing) (e varianti Impression Style e Impression Publisher).
- Equasor - tool creazione equazioni
- AudioWorks - editor audio
- WordWorks - dizionario Inglese e dei sinonimi
- TurboDrivers - serie di driver per stampanti
- MacFS - utility di lettura e scrittura dischi Apple Mac
- Compression -  utility di compressione formato zip multipiattaforma

La società ha inoltre sviluppato una gamma di hardware per Acorn Archimedes tra cui:
- ColourCard - scheda grafica - la prima a produrre in risoluzione 24bpp video per Acorn
- ScanLight - una gamma di scanner portatili e piani e i software relativi
- LaserDirect - una gamma di stampanti laser. L'azienda ha sviluppatole prime stampanti laser 600dpi sul mercato a meno di £1000 (sterline) (acquistava motori di stampa laser da Canon Inc., e usando i propri driver e le tecniche di modulazione laser (hardware e software) consentiva di incrementare la risoluzione fino a 600dpi).

### Windows
Con l'arrivo dei sistemi operativi a 32-bit (Windows 95 e Windows NT), lo sviluppo è stato portato dalla piattaforma Acorn a Windows. Il primo prodotto è una ri-scrittura del prodotto ArtWorks. Questo ha coinvolto un team di più di 20 sviluppatori, che ha lavorato per più di due anni per produrre un concorrente dell'allora leader del mercato del software di disegno Corel Draw. Il risultato fu Xara Studio, inizialmente concesso in licenza a Corel che lo pubblicò come CorelXARA nel 1995. Corel XARA è commercializzato come un complemento web-oriented per CorelDRAW, ma è stato chiaramente concepito come una alternativa stand-alone ai software esistenti. Nel 2000, Xara ha pubblicato il software in proprio come Xara X, che è stato sostituito da Xara X¹ nel 2004, Xara Xtreme nel 2005. Nel 2006 è stata pubblicata una versione Professional di Xara Xtreme, chiamata Xara Xtreme Pro. Xtreme è stata successivamente rinominata  Photo & Graphic Designer e Xtreme Pro è stata rinominata Designer Pro.

### Software libero
Nel 2005 Xara annuncia la pubblicazione come Open Source/Free Software del porting del software Xara Xtreme per Linux e macOS sotto la GNU General Public License.

## Xara Networks
Nel 1995, è stata costituita una azienda controllata chiamata Xara Networks, Ltd., specializzata nella forniture di servizi Internet a banda larga ad aziende ed ISP (Provider Internet). Xara Networks è stata successivamente venduta alla ITG group di Londra, più comunemente conosciuta per il marchio Global Internet, e successivamente ridenominata GX Networks.

## Posizione
Dal 1984, l'azienda ha avuto la sede in Gaddesden Place, Hemel Hempstead, una villa in stile Palladiano del XVIII secolo, disegnata dal celebre architetto James Wyatt, costruita nel 1768 e noto per essere il suo primo edificio nel Regno Unito.